# 布斯比角
布斯比角（英語：Cape Boothby）是南極洲的岬角，位於麥克羅伯特森地，處於愛德華八世高原東部，該地區在1936年2月28日由英國探險隊發現，以海軍少校命名。
66°34′S 57°16′E / 66.567°S 57.267°E